# Pyramide (Bauwerk)

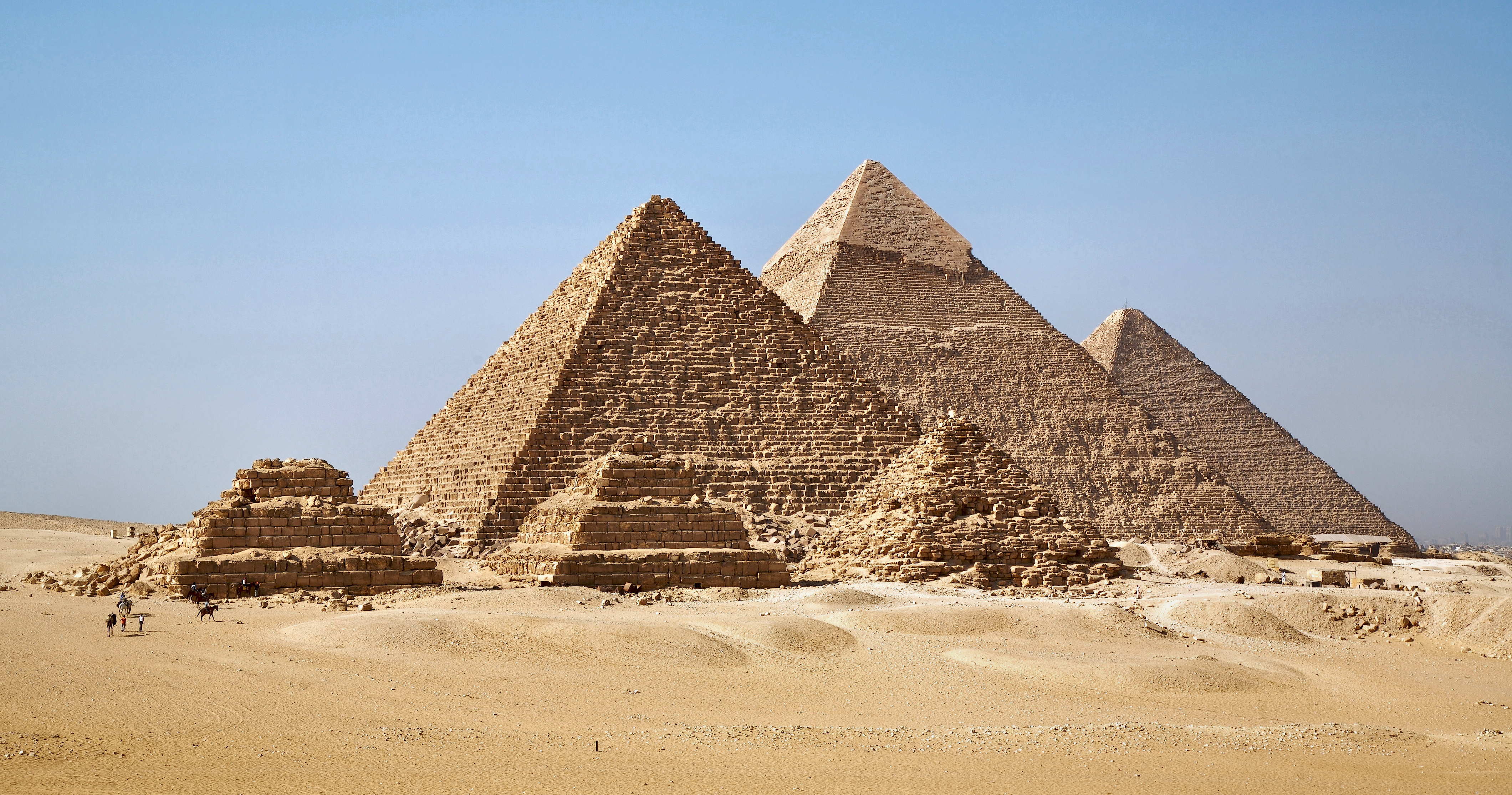
Pyramiden von Gizeh

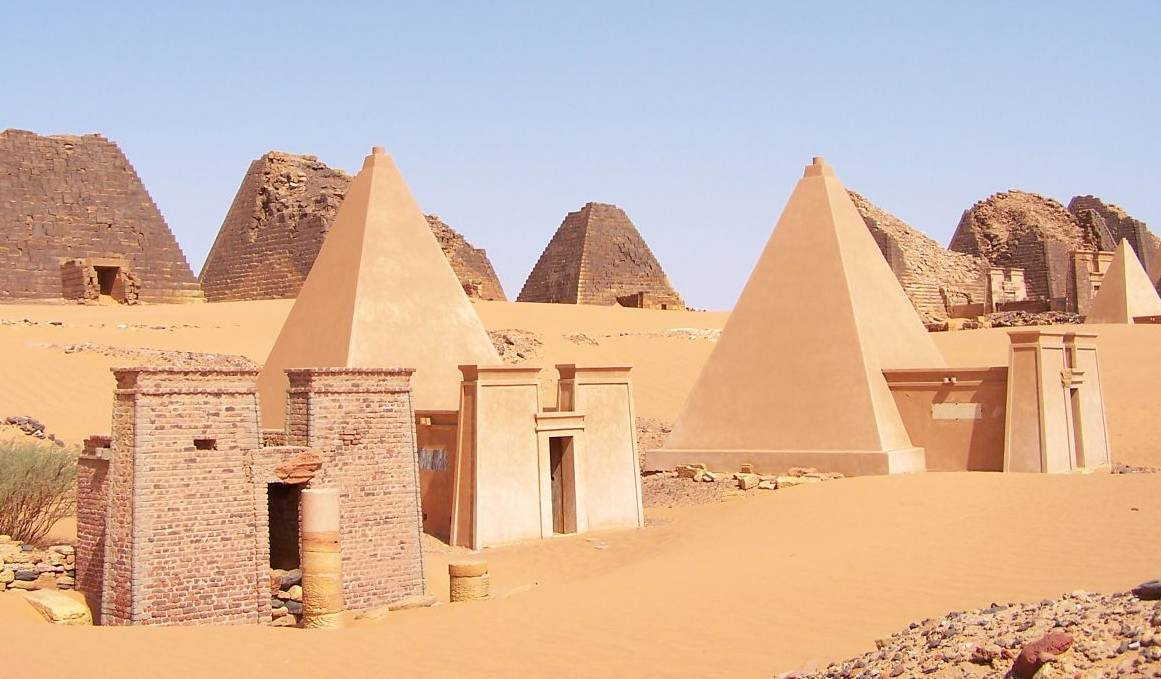
Pyramiden von Meroe

Maya-Pyramide des Kukulcán

Die Pyramide (von altgriechisch πυραμίς pyramis [Gen. πυραμίδος pyramidos ‚Pyramide‘, Übernahme eines ägyptischen Worts]) ist eine Bauform, meist mit quadratischer Grundfläche, die aus unterschiedlichen alten Kulturen bekannt ist, wie Ägypten, Lateinamerika oder China. Pyramiden wurden vorwiegend als Gebäude mit religiösem (Totenkult) und/oder zeremoniellem Charakter errichtet.

## Ursprung
Stufenpyramiden oder pyramidenähnliche Bauwerke wurden schon im Altertum zu unterschiedlichen Zeiten auf verschiedenen Kontinenten erbaut. Forscher gehen heute davon aus, dass zwischen den verschiedenen, durch große geographische Distanz getrennten Kulturen keinerlei Verbindungen bestanden, sondern dass weit voneinander entfernt lebende Volksstämme diese Bauwerke völlig selbständig und unabhängig errichtet haben. Eine altsteinzeitliche und somit eine der frühesten Pyramiden wurde in West-Java in Indonesien entdeckt. Es gibt unterschiedliche Theorien über den Ursprung dieser Bauweise:
Im Bereich der Ägyptologie ist hinsichtlich des ursprünglichen Gedankens zur Errichtung der Pyramiden die Theorie entwickelt worden, dass besonders die Form der Stufenpyramide die altägyptische Sozialstruktur mit ihrer Hierarchie abbilden sollte.
Laut einer ägyptologischen Theorie stellen Pyramiden lediglich eine konsequente architektonisch-bautechnische Weiterentwicklung dar, in Ägypten ausgehend von rechteckigen Grabhügeln aus Sand in vorgeschichtlicher Zeit, später mit Mastabas und nachfolgend Stufenpyramiden als Zwischenstufen. Für andere Kulturen kann als Ausgangspunkt einer derartigen Entwicklung statt eines Grabhügels auch ein Kulthügel angenommen werden. Beide Theorien lassen sich über Ägypten hinaus auf alle anderen Kulturen anwenden, die ebenfalls Pyramiden oder pyramidenähnliche Bauten errichteten.

## Ägyptische Pyramiden

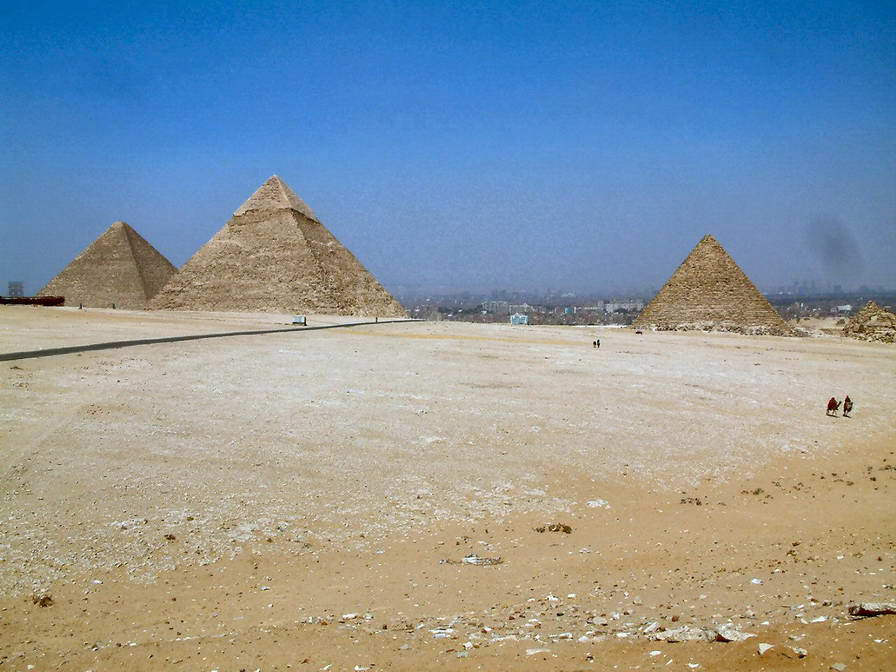
Pyramiden von Gizeh

Dieses Bild zeigt das Profil verschiedener Pyramiden

Die Grabstätten vieler ägyptischer Regenten (Pharaonen) des Alten Reiches (ca. 2680 bis 2180 v. Chr.) und Teilen ihres Hofstaates sind Pyramiden. Diese Pharaonen werden deshalb auch als Pyramidenbauer bezeichnet.
Die Entwicklung der altägyptischen Pyramiden begann mit so genannten Mastabas; zunächst ein aus Lehmziegeln bestehender einstufiger und flacher Bau, auf den später weitere Stufen aufgesetzt wurden. In der Folge entstanden in der 3. Dynastie die Stufenpyramiden. Es wurde jedoch nur Djosers Stufenpyramide in Sakkara fertiggestellt, während zwei weitere Stufenpyramiden (die Sechemchet-Pyramide und die des Chaba) dieser Dynastie unfertig blieben.

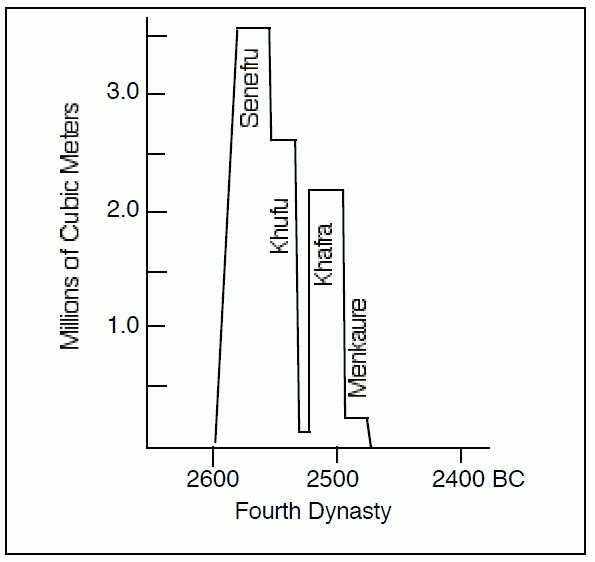
Steinbewegungen der 4. Dynastie

In der 4. Dynastie präsentierte Pharao Snofru relativ schnell, in nur wenigen Jahren, drei riesige, ausgereifte Pyramiden (Meidum-Pyramide, Knick- und Rote Pyramide in Daschur), welche zusammen mit den drei Pyramiden von Gizeh etwa 3/4 der Gesamtmasse aller ägyptischen Pyramiden ausmachen, und dies schon innerhalb der ersten 100 Jahre der ca. 2700 Jahre währenden Pyramidenzeit. Auch wenn die Bauweise der Pyramiden sehr unterschiedlich war, basieren alle auf demselben Grundkonzept mit einer inneren Stufenpyramide, die aus nach innen geneigten Strebemauern besteht, und gegebenenfalls einem darüber gelegten, glatten Mantel.
Die Komplexität des Pyramidenbaus, ihre künstlerische Ausgestaltung, ihre Neigungswinkel, und die Ausführung der Grabkammern variiert über die Dynastien hinweg stark.
Es gibt unterschiedliche Theorien, wie die Ägypter den Neigungswinkel ihrer Pyramiden auswählten. Eine geht davon aus, dass für die Senkrechte des Steigungsdreiecks der Pyramide immer die ägyptische Elle zu 28 Fingern gewählt wurde, während die Länge der Waagrechten eine variable Anzahl von Fingern aufweist. Die Knickpyramide hat zwei verschiedene Böschungswinkel (28:20 und 28:30), wohl weil man beim Baufortschritt feststellte, dass beim steileren Gefälle die Baubelieferung durch Rampen von max. 10 % geometrisch bei der geringeren Kantenlänge in größerer Höhe nicht mehr möglich war. Pharao Snofru übernahm infolgedessen für seine Meidum-Pyramide den Böschungswinkel 28:22 (51° 50′) aus dem ersten Bauabschnitt der Stufenpyramide und dem Vorgängerbauwerk des Djoser. Dieser Winkel wurde von Pharao Cheops übernommen. In der 5. Dynastie setzte Pharao Niuserre diese Bauweise bei seiner Pyramide in Abusir fort.
Insgesamt gibt es in Ägypten ungefähr 80 bekannte Pyramiden. Die größte ist die Cheops-Pyramide bei Gizeh. Sie hat eine Grundfläche von etwa 230 × 230 Metern und war nach ihrer Fertigstellung ca. 146,60 m hoch. Ihre heutige Höhe beträgt nur noch 138,75 m. In unmittelbarer Nähe befinden sich die Chephren- und die Mykerinos-Pyramide sowie kleinere Nebenpyramiden. Die Chephren-Pyramide ist zwar um ca. 3 m niedriger in ihrer Ursprungshöhe (143,5 m), wirkt jedoch größer als die Cheops-Pyramide, da sie auf einem 10 m höheren felsigen Untergrund errichtet wurde. Die Mykerinos-Pyramide ist mit 65,5 m Höhe deutlich kleiner. Alle Pyramiden des Gizeh-Plateaus wurden während der 4. Dynastie (ca. 2630–2525 v. Chr.) errichtet.
Nach den größten Pyramiden, die im Alten Reich (bis ca. 2200 v. Chr.) gebaut worden waren, fielen diejenigen des Mittleren Reichs (Haupt-Bautätigkeit ca. 1975–1750 v. Chr.) kleiner aus, und auch andere Grabbauten wurden gewählt. In der zweiten Zwischenzeit begannen zahlreiche Herrscher zwar noch einen Pyramidenbau, doch fast keiner wurde fertiggestellt. Der letzte ägyptische König, der eine Pyramide fertigstellen ließ, war Ahmose I., welcher um ca. 1550 v. Chr. die 18. Dynastie begründete. Dessen Ahmose-Pyramide, die einzige des Neuen Reichs, hatte einen Geröllkern und ist darum heute zerfallen. Danach wurden bloß im Reich von Kusch ab ca. 750 v. Chr. noch neue Pyramiden gebaut.

### Bedeutung der Pyramide
Die Pyramiden dienten im Alten Ägypten als Begräbnisstätten der Pharaonen. Die Wände im Inneren dieser Bauwerke waren bis einschließlich in die 4. Dynastie undekoriert. Seit der 5. Dynastie finden sich in den Grabkammern die sogenannten Pyramidentexte. Der Weg zu den Grabräumen führte in den Pyramiden durch einen langen Tunnel. Zum Schutz vor Grabräubern lag der Eingang zu diesem Tunnel versteckt und war sorgfältig versperrt. Die Pyramiden wurden häufig in der Nähe des Nils erbaut, so dass die Steinblöcke auf dem Wasserweg dorthin transportiert werden konnten. Das letzte Stück zog man sie auf Schlitten.
Die rund 60 Meter hohe Stufenpyramide des Djoser (Altes Reich) wurde während ihrer Bauzeit fünfmal erweitert. Das erste Bauwerk war ein massiver Steinbau von 63 Metern Seitenlänge und 8 Metern Höhe, der in der Form einer Mastaba entspricht, dem damals üblichen Grabbau hoher Hofbeamter. Die Außenflächen dieses Bauwerks waren aus feinem Tura-Kalkstein und bereits sorgfältig bearbeitet und geglättet, bevor der erste Erweiterungsbau darüber errichtet wurde. Die erste Erweiterung vergrößerte das Bauwerk allseitig um 3 Meter. In einem zweiten Schritt wurden an der Ostseite elf Schächte angelegt, die 33 Meter tief in den Felsengrund reichen. Dann wurde die Mastaba um achteinhalb Meter erweitert, so dass sie die Schächte überdeckt. In einem der Stollen, die von diesen Schächten abzweigen, wurden zahlreiche Gefäße aus früheren Dynastien gefunden, die anscheinend zur Zeit Djosers aus anderen, von Grabräubern heimgesuchten Grabstätten, hierhin verbracht wurden. Bevor diese dritte Ausbaustufe vollendet war, begann bereits die vierte Phase des Umbaus. Jetzt wurde das Gebäude seitlich wieder um drei Meter erweitert, bekam aber gleichzeitig das erste Mal die Form einer Stufenpyramide von 40 Metern Höhe. In der letzten Ausbaustufe wurde die Pyramide schließlich an der Nord- und Westseite bis auf eine Gesamtfläche von 125 × 110 Metern erweitert und die Höhe durch zwei weitere Stufen auf 60 Meter erhöht.
Eine mythologische Deutung der Stufenpyramide ist, dass durch die Konstruktion der Stufenpyramide eine riesige Steintreppe zum Himmel realisiert werden sollte, die es dem verstorbenen König ermöglichen sollte, als „menschliche Entsprechung der Sonne (Horus)“ einen gleichwertigen Rang wie die Sonne selbst einzunehmen. Die Pyramide ließ damit den König in seinem „Haus der Ewigkeit“ die Unsterblichkeit erlangen.
Architektonisch ist die Form der Stufenpyramide eine eindrucksvolle und durchdachte Vergrößerung der ursprünglichen Mastaba. Allein die letzte Erweiterung bedeutet eine Erhöhung des verbauten Steinvolumens von 200.000 auf 850.000 Tonnen. Eine maßstäbliche Vergrößerung der ursprünglichen Mastaba hätte nicht nur den Materialbedarf noch einmal erheblich vergrößert, ein solches Bauwerk wäre auch nicht ausreichend stabil. Die Stufenpyramide stellt im Prinzip sechs aufeinandergestellte Mastaben dar, die der damals üblichen Form der Begräbnisstätte entsprechen, bildet in ihren Gesamtmaßen aber ein beeindruckendes und zu seiner Zeit beispielloses Bauwerk.
Die beim Bau dieser ersten Pyramide entwickelten Techniken bilden die Grundlage aller späteren Pyramiden. Auch die „echten“ Pyramiden bestehen in ihrem Inneren aus einer Stufenpyramide, die mit glatt behauenen Steinen verkleidet ist. Für die Errichtung der Pyramiden war eine große Zahl ausgebildeter und erfahrener Fachkräfte notwendig, die versorgt werden mussten. Je höher die Pyramide wuchs, desto geringer wurde die Fläche, auf der gebaut werden konnte, und desto weniger Arbeiter fanden hier Platz. Sollten die Arbeiter nicht arbeitslos werden, musste mit dem Bau des nächsten vergleichbaren Bauwerks begonnen werden, sobald eine Pyramide etwa ein Drittel ihrer Gesamthöhe erreicht hatte. Andere Untersuchungen gehen von einer gleichmäßigeren Ausnutzung der Arbeitskraft aus. Während bei größerer Bauhöhe die Baufläche kleiner wurde, stieg der Aufwand des Steintransports über den immer längeren Rampenweg und aufgrund der geringeren Kantenlänge steigenden Anzahl der Wendestellen. Außerdem mussten gegen Ende der Baustelle die Pyramidenflächen mit einem hölzernen Arbeitsgerüst versehen und mit der arbeitsaufwändigen Endbearbeitung des Außenmantels begonnen werden.

### Vorgehensweise und Baumaterialien
Die meisten Texte zur Bauweise der Pyramiden beruhen auf Überlieferungen, Studien, Versuchen und Schätzungen, die alle auf eine verschiedene Art und Weise die möglichen Bautechniken der Ägypter erklären.
An den Wänden der Grabkammer des Baumeisters Senedjemib Inti ist uns die Tatsache überliefert, dass er die Pläne für die Pyramiden und Palastanlage des Königs Djedkare-Isesi (5. Dynastie) entworfen und auch ausgeführt hat. Ein paar Generationen später erzählt uns die Grabschrift des Expeditionsleiters Weni, dass jener aus Steinbrüchen Oberägyptens Baumaterial für Pyramiden und Tempel des Königs Merenre (6. Dynastie) nach Sakkara mit teils speziell dafür gebauten Booten transportierte.
Die Werkzeuge zum Bau der Pyramiden bestanden aus Kupfer, Stein und Holz und waren nicht sehr kompliziert. Die Kupfergeräte sowie Meißel, Sägen und Äxte mussten ständig nachgehärtet werden, was sehr teuer und zeitaufwendig war.
Um ganze Felsbrocken von weichem Gestein aus Felswänden herauszubrechen, verwendete man Hämmer aus Hartgestein, z. B. Dolerit. Die Außenseiten der Pyramiden waren ursprünglich mit weißem Kalkstein (iner hedj) verkleidet, der aus dem Felsmassiv Mokatan nahe bei Kairo oder auch Tura abgebaut wurde und in vielen Arten zu finden ist. Für den Kernbau der Pyramiden wurde jedoch grober, lokaler Nummulitenkalkstein verwendet, der von minderer Qualität war.
Aus hartem Tiefengestein z. B. Rosengranit, der vor allem an der Südgrenze bei Assuan abgebaut wurde, wurden Sarkophagkammern, Verkleidungsblöcke, Scheintüren, Blockierungsblöcke, Verstärkungen des Korridors, das Gangsystem der Innenräume, Pfeiler, Säulen und Türkonstruktionen des Tempels gefertigt.
Für Tempelböden, Sarkophage, Kanopenkästen und Altäre wurde ägyptischer Alabaster verwendet, der im Wadi Geraui in der Nähe von Kairo und vor allem in Hanus (Mittelägypten) gewonnen wurde und eine besonders gute Qualität aufweist. Hierbei handelt es sich um keinen normalen Alabaster (Gipsvarietät), sondern um eine Calcitvarietät.
Für Tempelböden und Hafenanlage der Cheops-Pyramide wurde das sehr harte und schwarze vulkanische Gestein Basalt verwendet.
Das Land Ägypten weist zahlreiche Steinvorkommen auf; umso kärglicher sieht es aber mit den Holzressourcen aus, denn dort vorkommendes Dattelpalmen-, Akazien-, Dumpelpalmen- und Tamariskenholz ist für so große Baumaßnahmen wie die der Pyramiden nicht geeignet. Funde aus Gräbern der 1. Dynastie belegen, dass Nadelhölzer aus dem syrisch-palästinensischen Raum importiert wurden, hauptsächlich zur Herstellung von Schlitten, Rollen, Hebeln und Hämmern. Zwar war den frühen Ägyptern auch schon das Rad bekannt, doch wurde es beim Bau wahrscheinlich nicht eingesetzt. Geeignet war das vorhandene Palmen- und Akazienholz aber zum Bau der Rampen, die wahrscheinlich wie die frühen Stufenpyramiden mit steil geneigten Seitenmauern als Tangentialrampen aus Schuttsteinen und Wüstenlehm gebaut wurden, diese Konstruktion wurde durch parallele Lagen von Palmhölzern oder Holzrosten verstärkt, eine Standardkonstruktion im Alten Orient. Außerdem mussten die geneigten Pyramidenflächen vollständig durch hölzerne Gerüste eingerüstet werden, da die Endbearbeitung des Steinmantels erst nach Einbau in situ erfolgte (Abschlagen des überstehenden Materials und Schleifen).
Für den Bau selber wurden die riesigen Steinblöcke auf hölzerne Rollen geschafft und mit Hilfe von Seilen aus Palmfasern, Gräsern, Papyrus und Flachs auf die Riesenbaurampen von Muskelkraft gezogen. Um die Steine bequem an die Pyramiden zu liefern, wurden Kanäle zum Nil angelegt. Neuere Forschung hat nachgewiesen, dass zur Zeit des Baues der Pyramiden ein inzwischen längst versiegter Nebenfluss des Nils noch auf einem ausreichend hohen Wasserstand (∼40 % seines holozänen Maximums) war. So floss der Khufu-Arm des Nils einst nahe genug an Gizeh vorbei, um die für den Bau der Pyramiden benötigten Steine zu transportieren. Die Ägypter benutzten Holzschlitten oder Holzrollen, um schwere Steine an höhere Stellen zu transportieren.
Die Baupläne wurden in Stein oder Papyrus gemalt und waren auf den einfachsten Grundlagen der Mathematik aufgebaut. Den Ägyptern gelang es auch, das Volumen aller erdenklichen dreidimensionalen Körper auszurechnen und sie nach Gewicht und Größe zu bestimmen.
Der griechische Geschichtsschreiber Herodot (5. Jh. v. Chr., also kein Zeitzeuge) berichtet: Cheops, der böse Pharao, zwang alle Untertanen, beim Pyramidenbau zu helfen. Es arbeiteten je zehnmal 10.000 Mann drei Monate hindurch und das 20 lange Jahre – demnach im Frondienst nahe der Sklaverei. Herodot berichtet auch von Maschinen die „aus kurzen Holzblöcken hergestellt wurden“, über die bis heute spekuliert wird, vom Kran bis zum Flaschenzug sind alle Thesen vertreten.
Herodot sprach nicht von 100.000 Menschen, sondern von 10 mal 10.000 Mann, die also in Folge eingesetzt wurden bzw. konkret dann 25 Jahre bzw. nur 20, veranschlagt man 5 zur Errichtung der Infrastruktur von Kanälen, Straßen, Siedlungen etc. sowie Stillzeiten.

### Bauweise der ägyptischen Pyramiden

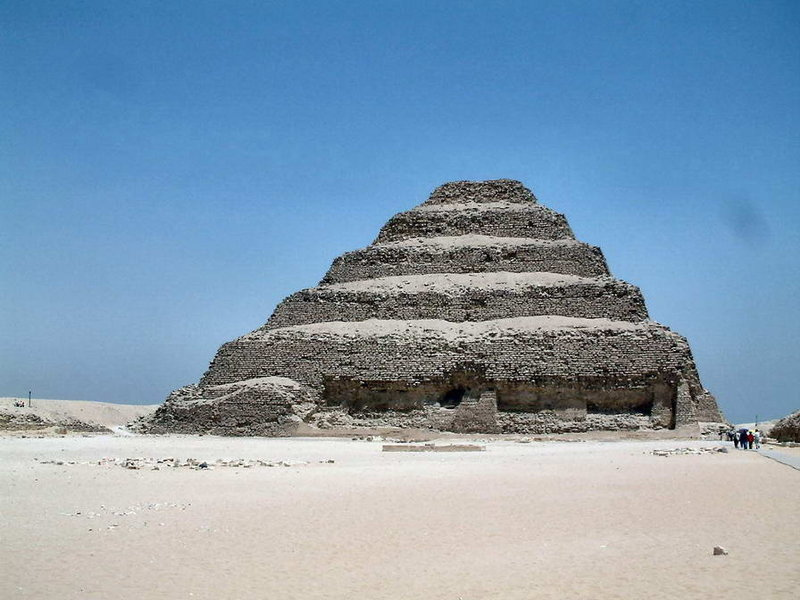
Stufenpyramide des Pharao Djoser in Sakkara

Es sind keine exakten Daten und Baumethoden überliefert. So gibt es unterschiedliche Theorien über den Bau der Pyramiden. Bisher konnte jedoch keine davon vollständig bewiesen werden. Die Bauweise der Pyramiden war sehr unterschiedlich. Die Stufenpyramide ist die älteste Form solcher Monumentalbauwerke (siehe auch Grabmal des Pharao Djoser). Der Architekt Imhotep schuf einen Bau, der sich von allen bisherigen Grabmälern durch seine Größe und Form abhob, um die Einzigartigkeit des Pharao zu demonstrieren. Auf der Form einer Mastaba aufbauend, wurden die Stufen kleiner, so dass eine einheitliche Pyramidenform entstand, die sich zur Spitze hin verjüngte und zum Himmel wies. Damit war der Gedanke der Pyramide geboren. Diese Bauweise wurde jahrhundertelang beibehalten.
Die Pyramiden des Alten und Mittleren Reichs wurden mit feinem Kalkstein verkleidet, diese Verkleidung ist jedoch heutzutage weitgehend durch Steinraub zerstört. Größere Teile der Verkleidung sind bei der Knickpyramide sowie im oberen Teil der Chephren-Pyramide erhalten. Außerdem finden sich im Basisbereich der meisten Pyramiden erhaltene Verkleidungssteine, die beim Steinraub durch Schutt überdeckt und dadurch geschützt waren.

### Vermessung beim Bau
Eine Pyramide steht auf einer genau ausnivellierten Fläche, deren vertikale Abweichung nicht größer als ein paar Zentimeter ist. Dazu wurde das Land zuerst planiert, hierauf wurden Gräben ausgehoben, die nach ihrer Fertigstellung mit Wasser ausgefüllt wurden. Das Wasser ermöglichte die Ausnivellierung der Basisfläche. Um das Bauwerk gegen Verschiebungen zu sichern, wurden die Ecksteine vertieft und die Fundamentsteine um zwei bis drei Grad nach innen geneigt. Die Kanten der Pyramidengrundfläche wurden sehr genau nach den vier Himmelsrichtungen ausgerichtet, wozu sich die alten Ägypter der Sternbeobachtung bedienten. Wahrscheinlich wurde der Auf- und Untergang eines bestimmten Gestirns auf einer die Pyramide kreisförmig umgebenden Mauer beobachtet. Der Hauptgang zur Grabkammer führte im gleichen Winkel wie der zu nivellierende Stern in die Pyramide.
Wie war es nun möglich, dass die Baumeister der Pyramide bis zur Pyramidenspitze den Steigungswinkel exakt einhalten konnten? Die Pyramide wurde schichtweise errichtet, deren Ecksteine nicht exakt aufeinander abgestimmt waren. Erst mittels der Verkleidung wurden durchgängige Flächen und Grate geschaffen.
Von zentraler Bedeutung war vermutlich das Lot, mit dem der Mittelpunkt des quadratischen Pyramidengrundrisses während des lageweisen Baufortschritts „hochgezogen“ wurde. Damit war eine genaue Kontrolle der Höhenlage über dem Ausgangsplateau und die horizontale Einmessung möglich. So ist in halber Pyramidenhöhe die horizontale Kantenlänge ebenfalls die Hälfte der Grundrisskantenlänge. Die Senkrechte ermöglicht eine genaue Einhaltung des Steigungswinkels und erlaubt auch Messungen in der Diagonalen. Da der Befund aber durchgehende Lotschächte nicht bestätigt und ein Quadrat immer durch zwei Diagonale bestimmbar ist, wodurch sich die Mitte automatisch ergibt, kam es vor allem darauf an, eine Verdrehung oder Verschiebung der Kanten zu verhindern. Daher mussten die Basisecksteine sowie die Eckgrate freibleiben, um in regelmäßigen Abständen Messseile im gleichen Abstand zu den Basis-Ecken justieren zu können. Dadurch erfolgte die jeweilige Neuvermessung der Mittelachse und von dieser ausgehend (da die Außenmaße bei jeder Bauhöhe differierten) erfolgte das allmorgendliche Aufmaß des Baustellenrasters für die Zuordnung der Bautrupps und Transportwege.

### Nachträgliche Vermessung

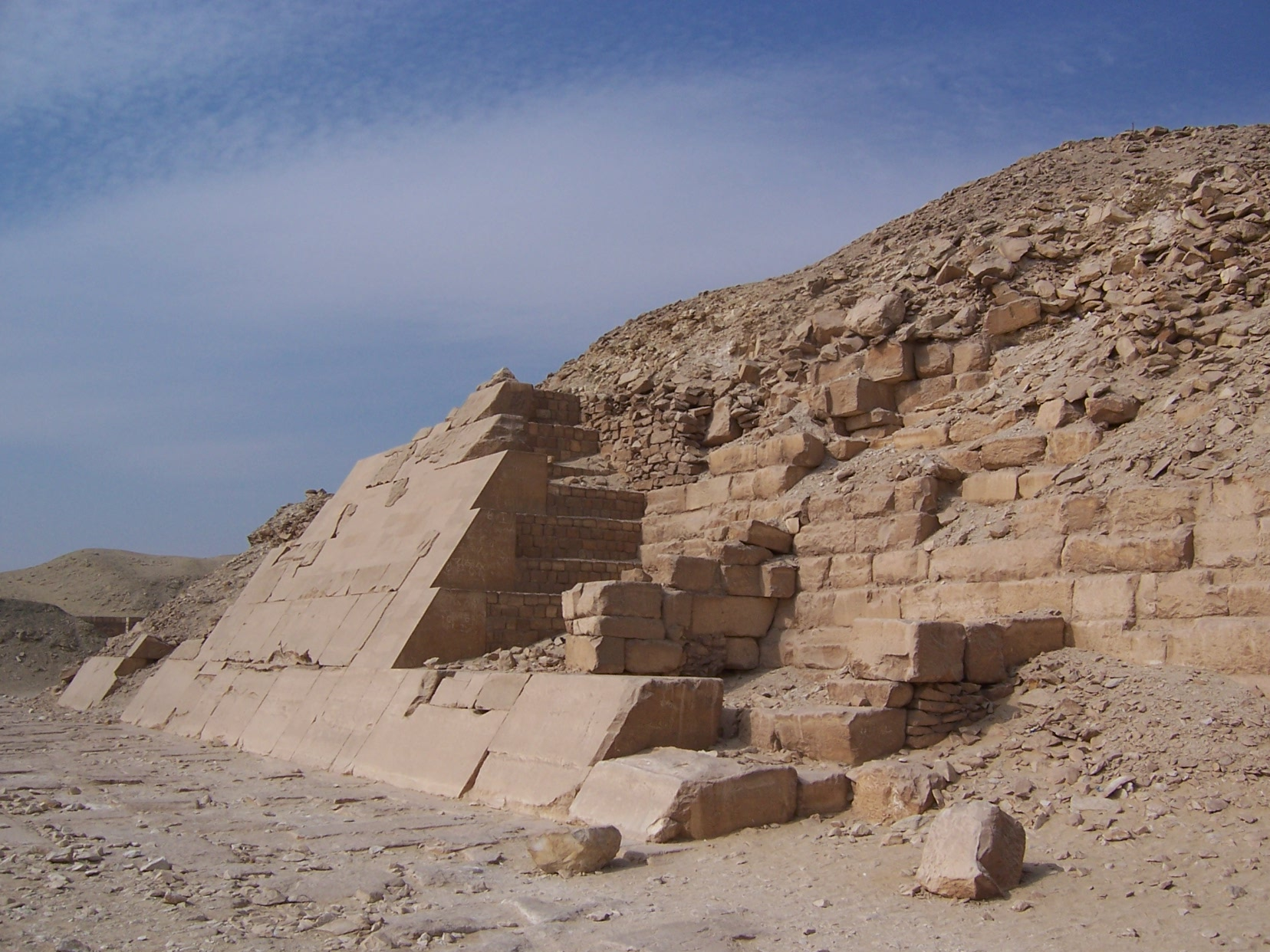
Erhaltene Verkleidungssteine ermöglichen die Bestimmung der Dimensionen der Pyramide auch bei stark zerstörtem Pyramidenkorpus

Bei den meisten Pyramiden lassen sich die Kantenlängen der Basis direkt gut vermessen, jedoch nicht die Höhe, die durch die fehlende vollständige Verkleidungsschicht und Erosion nicht direkt zugänglich ist. Jedoch ist durch die Vermessung des Neigungswinkels der erhaltenen Seitensteine eine genaue Bestimmung der Pyramidenhöhe möglich, auch wenn der Pyramidenaufbau weitgehend zerstört ist. Bei Pyramiden, deren Verkleidung vollständig entfernt wurde oder niemals angebracht wurde, können sowohl Höhenangaben als auch Neigungswinkel nur geschätzt werden.

### Arbeitskräfte
An dem Bau einer Pyramide waren mehrere tausend Arbeiter beschäftigt. So halfen beim Bau der Cheops-Pyramide vor Gizeh laut Überlieferung 70.000–100.000 Arbeiter, was allerdings nach heutigen Nachforschungen logistisch unmöglich erscheint. Es ist dagegen ziemlich sicher, dass in den Steinbrüchen und an der Pyramide „nur“ rund 8.000 Arbeiter beschäftigt waren.
Wenig Konkretes ist zu dem rechtlichen Status der Arbeiter beim Pyramidenbau bekannt. Der Großteil der Wissenschaftler geht heute davon aus, dass die Arbeiter im Alten Reich keine Sklaven waren. So fand man in Gräbern von Arbeitern Inschriften, in denen der Pharao verspricht, für den täglichen Bedarf der Arbeiter zu sorgen. Knochenfunde beweisen auch, dass die Arbeiter ärztlich versorgt wurden. Auf einem Fragment eines Annalensteins der 5. Dynastie wird jedoch berichtet, dass 70 weibliche Ausländer als Tribut an die Pyramide des Userkaf geliefert wurden.
Auf dem Annalenstein Amenemhets II. wird berichtet, dass asiatische Gefangene bei der Pyramide des Herrschers eingesetzt wurden. Von Inschriften auf der Pyramide von Sesostris I. erfährt man, dass vor allem Unterägypter zum Pyramidenbau eingesetzt wurden. Aus dem Mittleren Reich ist ein Arbeiterverteilungsamt bekannt, das für die Bereitstellung von Arbeitern und deren Versorgung zuständig war.

### Steintransport
Die Steine für den Pyramidenkomplex von Gizeh wurden aus dem nahe gelegenen Mokattam-Gebirge geholt. Allein für die Cheops-Pyramide wird geschätzt, dass 2,3 Millionen Steine mit durchschnittlich 2,5 Tonnen Gewicht verbaut wurden. Für den Pyramidenbau wurden verschiedenste Steinsorten verwendet, z. B. Kalkstein, Granit und Sandstein. Wie die Steine an der wachsenden Pyramide emporgezogen wurden, ist noch nicht ganz geklärt, es wird u. a. vermutet, dass die großen Steinblöcke auf einer sich spiralförmig um die Pyramide ziehenden Rampe hinaufgezogen wurden. Andere Rampenkonstruktionen sind denkbar, wobei am wahrscheinlichsten eine Kombination aus innen- und außenliegenden Rampen ist. Grund für die Rampenkonstruktion ist vor allem der Transport der bis zu 50 Tonnen schweren Steinplatten der Grabkammer. Eine Rampe muss daher in eine Höhe eines Drittels der Gesamthöhe geführt werden, um die Grabkammer zu erreichen. In dieser Höhe sind rund 80 % des Steinmaterials verbaut. Es ist davon auszugehen, dass mit den fehlenden 20 % Steinmaterial die Rampe gesetzt wurde. Diese wurde mit steigender Bauhöhe sukzessiv zurückgebaut, um das Rampenmaterial als Baustoff für den oberen Teil der Pyramide nutzen zu können. Rampen aus Sandschüttungen sind daher nicht wahrscheinlich. Eine weitere Theorie zieht die Nutzung von Maschinen in Betracht: Zwar wurden niemals Hebe- und Zugwerkzeuge für 40 Tonnen schwere Steinquader gefunden, jedoch gab es Funde von Werkstätten und Arbeitslagern, in denen vielleicht entsprechende Seilwinden hergestellt wurden. Insgesamt bleibt festzustellen, dass viele Theorien zum Pyramidenbau widerlegt sind und keine als endgültig bewiesen betrachtet werden kann.

## Nubische Pyramiden

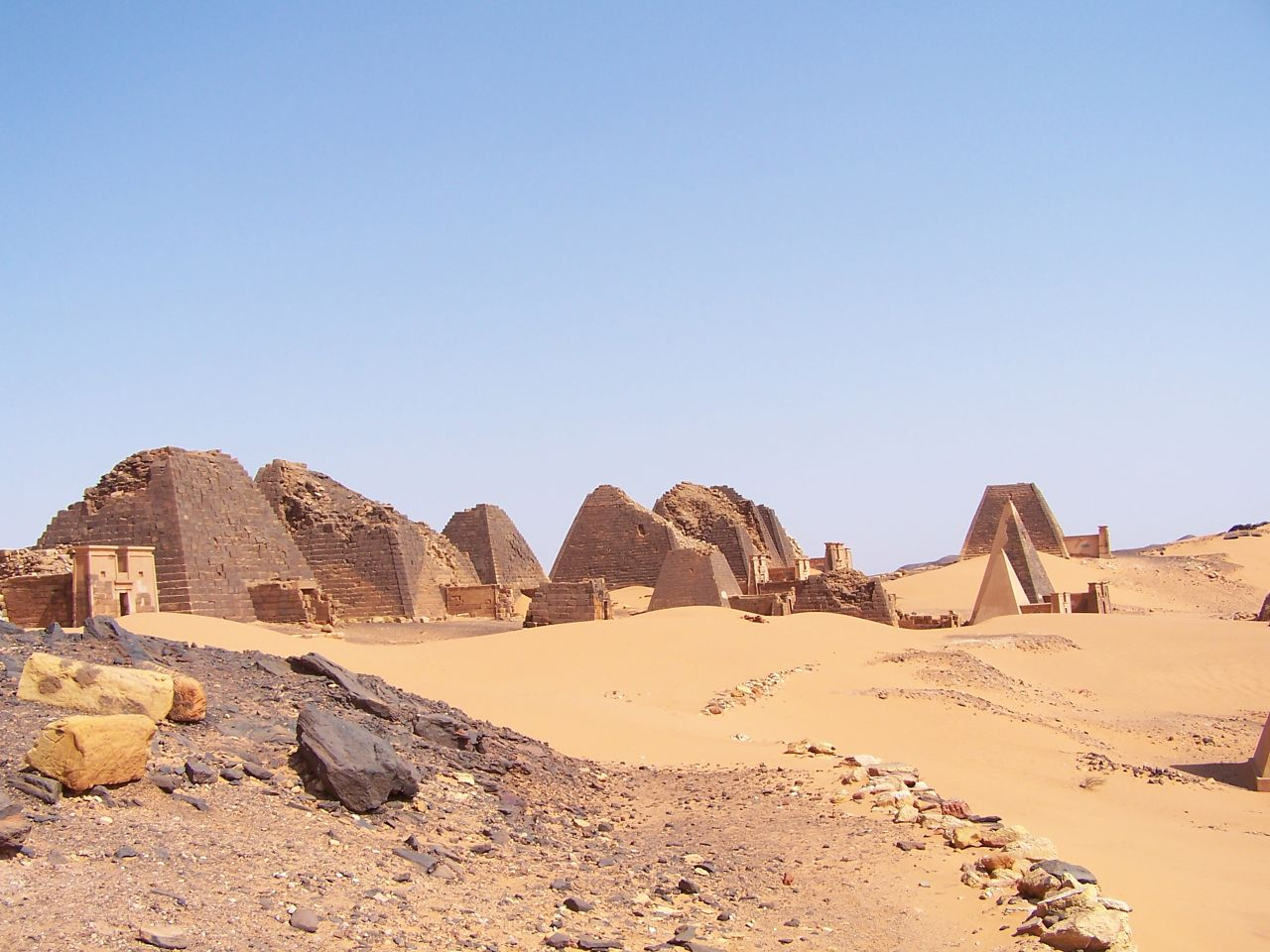
Pyramiden in Meroe

Die Funktion der Pyramide als Bestattungsstätte wurde später (ab ca. 800 v. Chr.) auch in Nubien übernommen. Hier sind insbesondere die Königsgräber von Meroë hervorzuheben.

## Mesopotamische Zikkurats

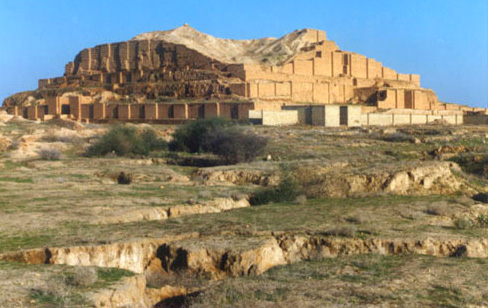
Choghazanbil Ziggurat, Iran

Eine Zikkurat (babylonisch „hoch aufragend, aufgetürmt“, „Himmelshügel“, „Götterberg“) ist ein pyramidenartiger Stufentempel in Mesopotamien. Etwa 25 solcher Bauwerke sind in Babylonien nachgewiesen. Die biblische Überlieferung des Turmbaus zu Babel geht möglicherweise auf einen solchen Bau zurück.

## Pyramiden in Lateinamerika
Die lateinamerikanischen Pyramiden haben sich – nach bisherigem Forschungsstand – in teilweiser Übereinstimmung mit den mesopotamischen Bauten aus von Menschenhand aufgeschütteten Erdhügeln entwickelt, die das aufruhende Bauwerk (Haus, Palast, Tempel) vor Überschwemmungen während der oft heftigen Regenfälle schützen sollten. Es ist deshalb auch nicht verwunderlich, dass die ersten Pyramiden Mesoamerikas, die der Kultur der Olmeken zugerechnet werden, an der regenreichen und schwülheißen Küste des Golfs von Mexiko entstanden. Im Lauf der Zeit bildeten sich Differenzierungen in den Substruktionen für Tempel einerseits und Paläste andererseits heraus: Während die Tempelpyramiden immer größer und höher wurden, endeten die niedrigeren, oft breitgelagerten Unterbauten der Paläste manchmal sogar in kleinen Hofanlagen (Tikal, Copán); eine derartige – überwiegend säkulare – Baugruppe auf der Spitze eines Hügels wird in der amerikanischen Archäologie als ‚Akropolis‘ bezeichnet.

### Mesoamerika

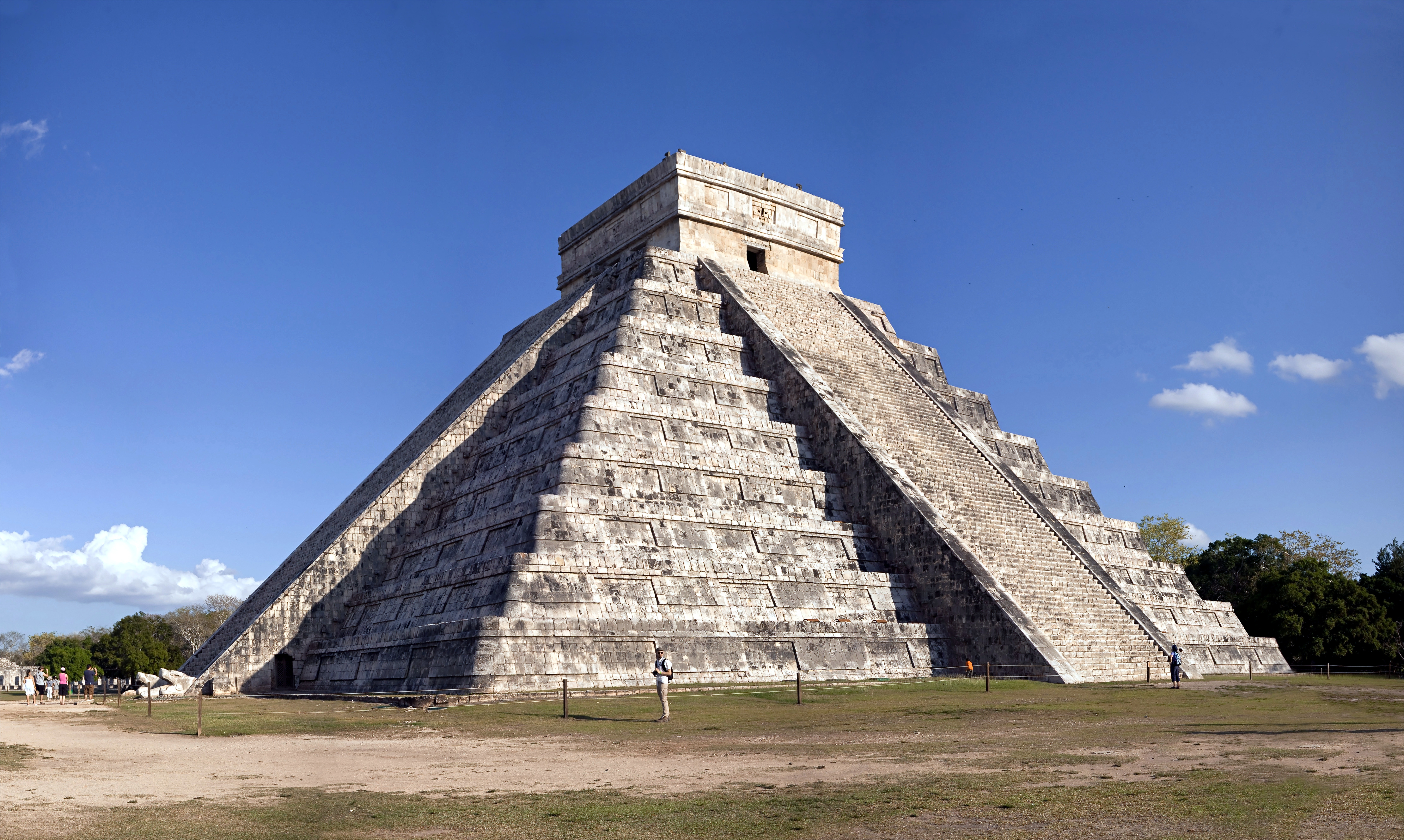
Chichén Itzá, Pyramide des Kukulcán

Die aus Stein errichteten mesoamerikanischen Tempelpyramiden sind in erster Linie als Unterbauten für den (oder die) an der Spitze befindlichen und den Göttern geweihten Tempel anzusehen. Seit den 1950er Jahren ist bekannt, dass in einigen – aber längst nicht in allen – mesoamerikanischen Pyramiden auch Bestattungen vorgenommen wurden bzw. dass diese Bauten über den Gräbern von Herrschern, Priesterkönigen, Schreibern und Geopferten errichtet wurden (Palenque, Teotihuacán, Copán u. a.). Viele der mesoamerikanischen Tempelpyramiden wurden – manchmal sogar mehrfach – überbaut; auf diese Weise sind einige ältere Pyramiden und Tempel vollständig oder in Teilen erhalten geblieben (Teotihuacán, Uaxactún, Chichén Itzá, Dzibilchaltún u. a.).

### Südamerika

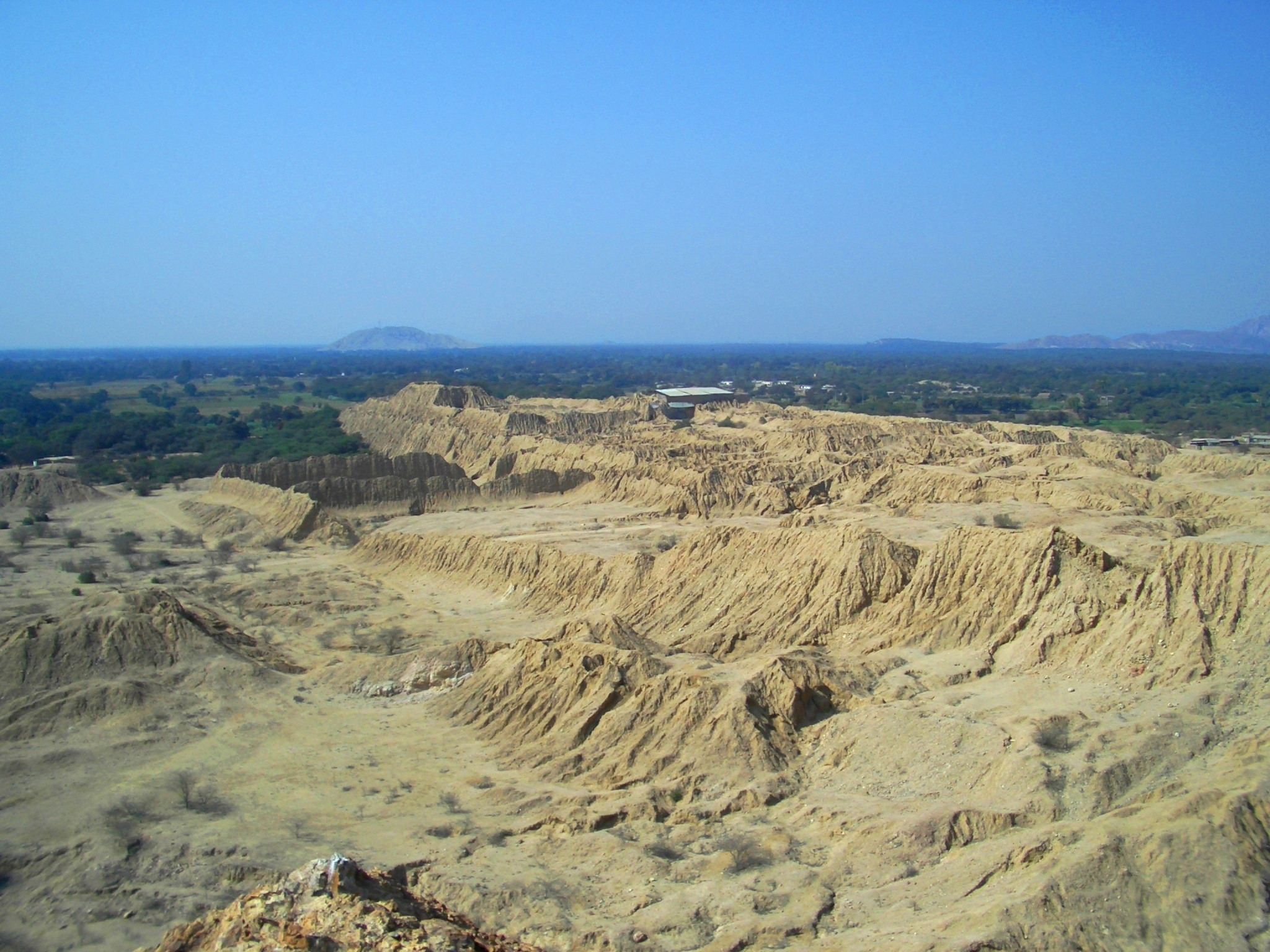
Reste der Adobe-Pyramiden von Túcume

Die riesigen peruanischen Lehmziegelpyramiden sind nur schlecht erhalten – ihr Ursprung liegt möglicherweise in der Nachbildung der regenspendenden Andenberge; nach bisherigem Kenntnisstand liefen sie nicht spitz zu, sondern endeten in einer künstlichen Hochebene. In oder auf den von Wind und Regen abgeschliffenen oder ausgewaschenen riesigen Huacas an der peruanischen Pazifikküste wurden zwar bis heute keine Tempel- oder Palastbauten entdeckt, doch wurden in ihnen etliche Gräber (Herr von Sipán u. a.) sowie Keramikscherben gefunden, die darauf schließen lassen, dass die Hochfläche dieser – immer wieder durch Reparaturen und Überbauungen vergrößerten – Pyramiden einstmals belebt war.
In Peru gibt es folgende Pyramidenbauten:
- Mochica: Sonnenpyramide der Moche
- Mochica: Mondpyramide der Moche
- Caral: Pyramiden von Caral
- Túcume: Lehmpyramiden von Túcume

## Weitere Pyramidenbauten

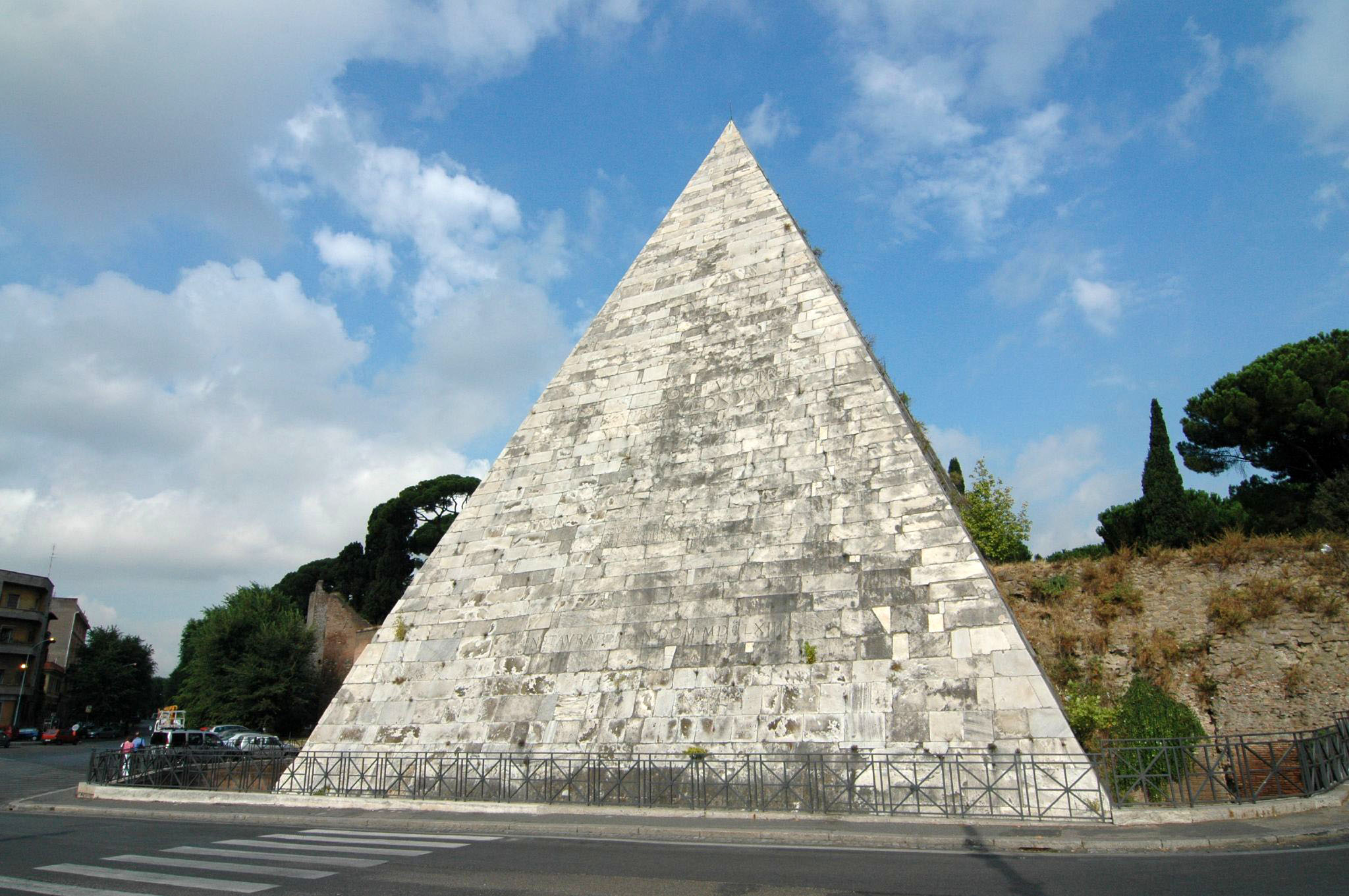
Cestius-Pyramide

- In Griechenland befinden sich einige so genannte Pyramiden, zum Beispiel die Pyramide von Hellinikon, die vermutlich aus dem 4. Jahrhundert v. Chr. stammt, die Pyramide von Ligourio und die Pyramide von Viglaphia.
- Auch im Römischen Reich wurden nach der Eroberung Ägyptens Grabstätten in Pyramidenform errichtet, etwa die 36,4 m hohe Cestius-Pyramide in Rom oder die Pyramide de Couhard im Burgund.

## Moderne Pyramiden
Ebenfalls werden und wurden in der Moderne noch Pyramiden gebaut:
- Die Karlsruher Pyramide wurde in den Jahren 1823–1825 nach einem Entwurf Friedrich Weinbrenners über dem Grab des Stadtgründers Markgraf Karl Wilhelm errichtet.
- Im Branitzer Park des Fürsten von Pückler-Muskau befinden sich mehrere Pyramiden, deren eine als Grabstätte des Gartenkünstlers und seiner Frau dient.
- Das Ames Monument im Albany County (Wyoming) ist eine zum Gedenken an Oliver Ames und Oakes Ames, Finanziers der Union Pacific Railroad, am höchsten Punkt der ersten transkontinentalen Eisenbahnstrecke durch die Vereinigten Staaten 1880 errichtete 18 m hohe Pyramide
- In San Francisco gibt es einen Wolkenkratzer, der aufgrund seines pyramidenförmigen Aussehens Transamerica Pyramid heißt.
- Auch in Las Vegas findet man eine Pyramide, nämlich das Luxor Hotel and Casino.
- Die wohl bekannteste moderne Pyramide ist die Glaspyramide im Innenhof des Louvre in Paris; sie wurde in den 1980er Jahren erbaut.
- Bei den Pyramiden von Güímar in Spanien handelt es sich um sechs rechteckig langgestreckte, pyramidenförmige Terrassenbauten aus mörtelfrei aufgeschichteten Lavasteinen. Sie befinden sich in der Gemarkung Chacona, die zur Stadt Güímar auf der Insel Teneriffa gehört. Während die Datierung in das 19. Jahrhundert durch archäologische Grabungen zweifelsfrei gesichert ist, konnte ihre ursprüngliche Funktion bisher nicht eindeutig geklärt werden.
- Die Pyramiden von Ballandean und Gympie befinden sich in Australien.
- Die Pyramide in Rapa, auch Mausoleum in der Luschnitz genannt, ist ein 1811 erbautes Grabmal in der Nähe des polnischen Dorfes Rapa.
- Anlässlich der bevorstehenden Eröffnung des Kindermuseums Graz wurde 2003 am Tummelplatz temporär eine 8 m hohe Pyramide aus Stahlrohren mit 400 Kinderzeichnungen auf Textildreiecken errichtet, die zuvor in Weimar stand.[17]
- Pyramiden aus Holzstangen – obenauf ein Holzflaggenkreuz – dienten auch der Sichtbarmachung von Vermessungspunkten insbesondere in hügeliger bis bergiger Gegend. Auf dem Grimming wurde 1822 eine solche errichtet.[18]

Pyramide des Louvre als Beispiel für zahlreiche moderne pyramidenförmige Bauten
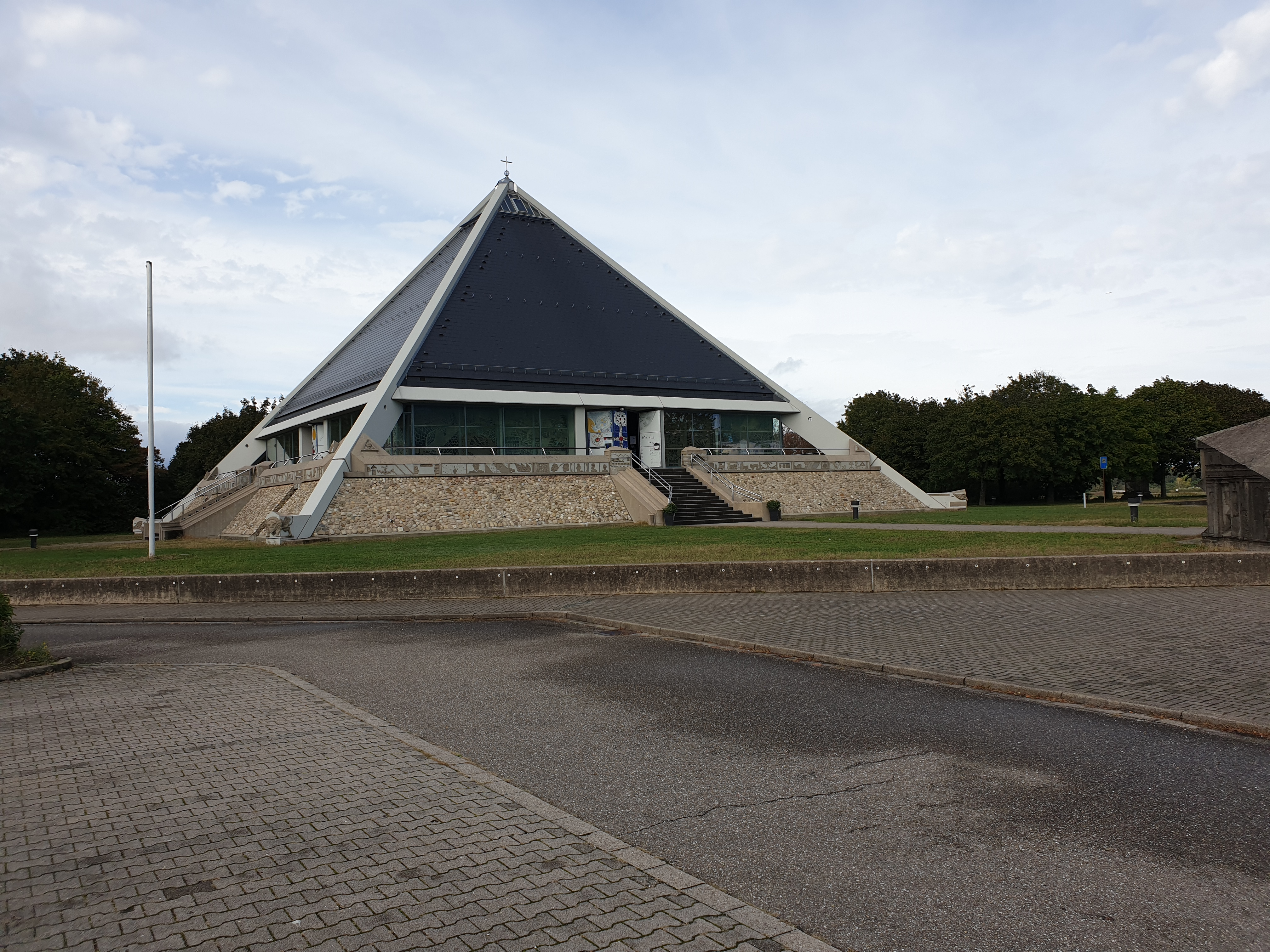
Autobahnkirche bei Baden-Baden
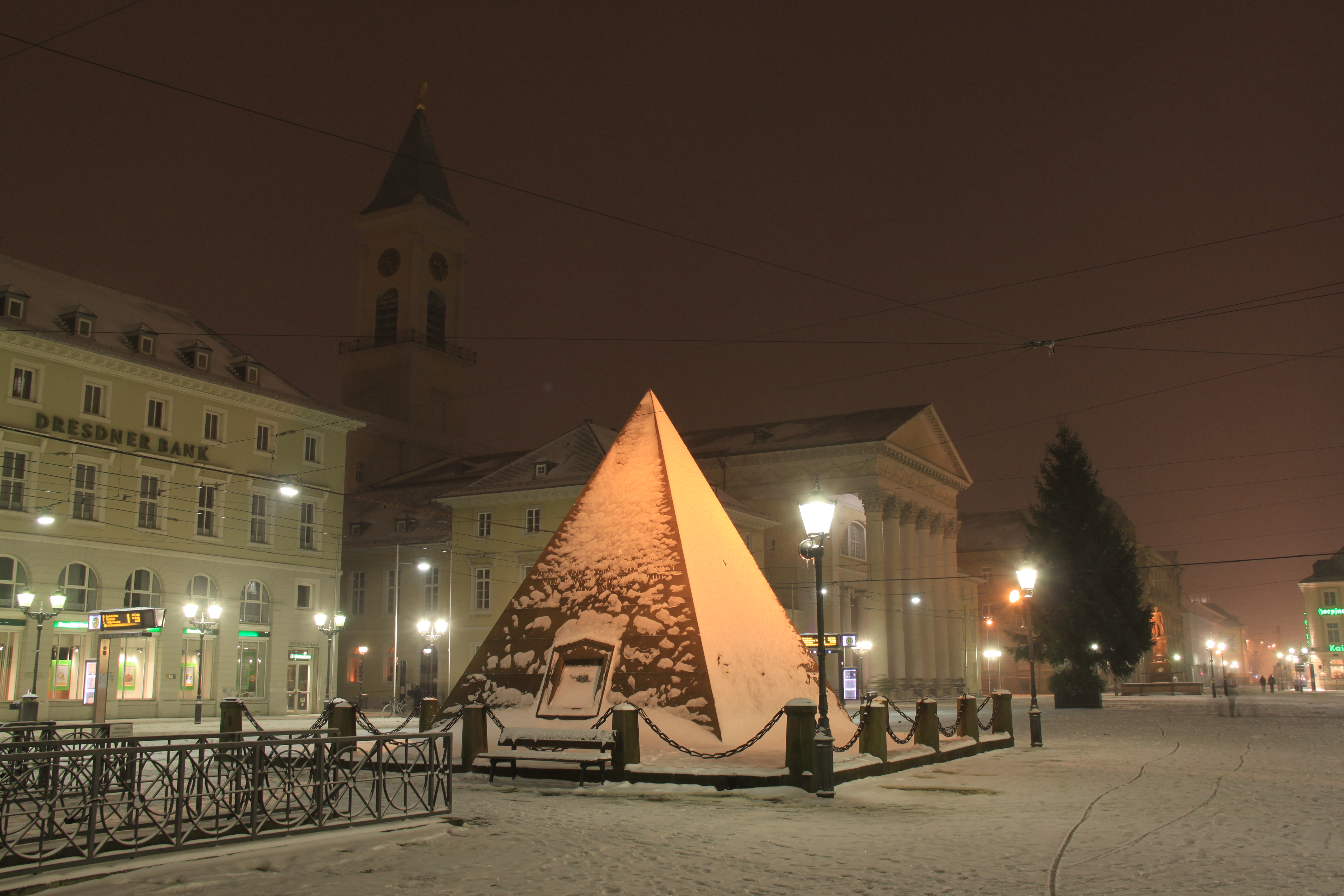
Die Karlsruher Pyramide ist eines der Wahrzeichen von Karlsruhe. Sie wurde über dem Grab des Stadtgründers Markgraf Karl Wilhelm errichtet.
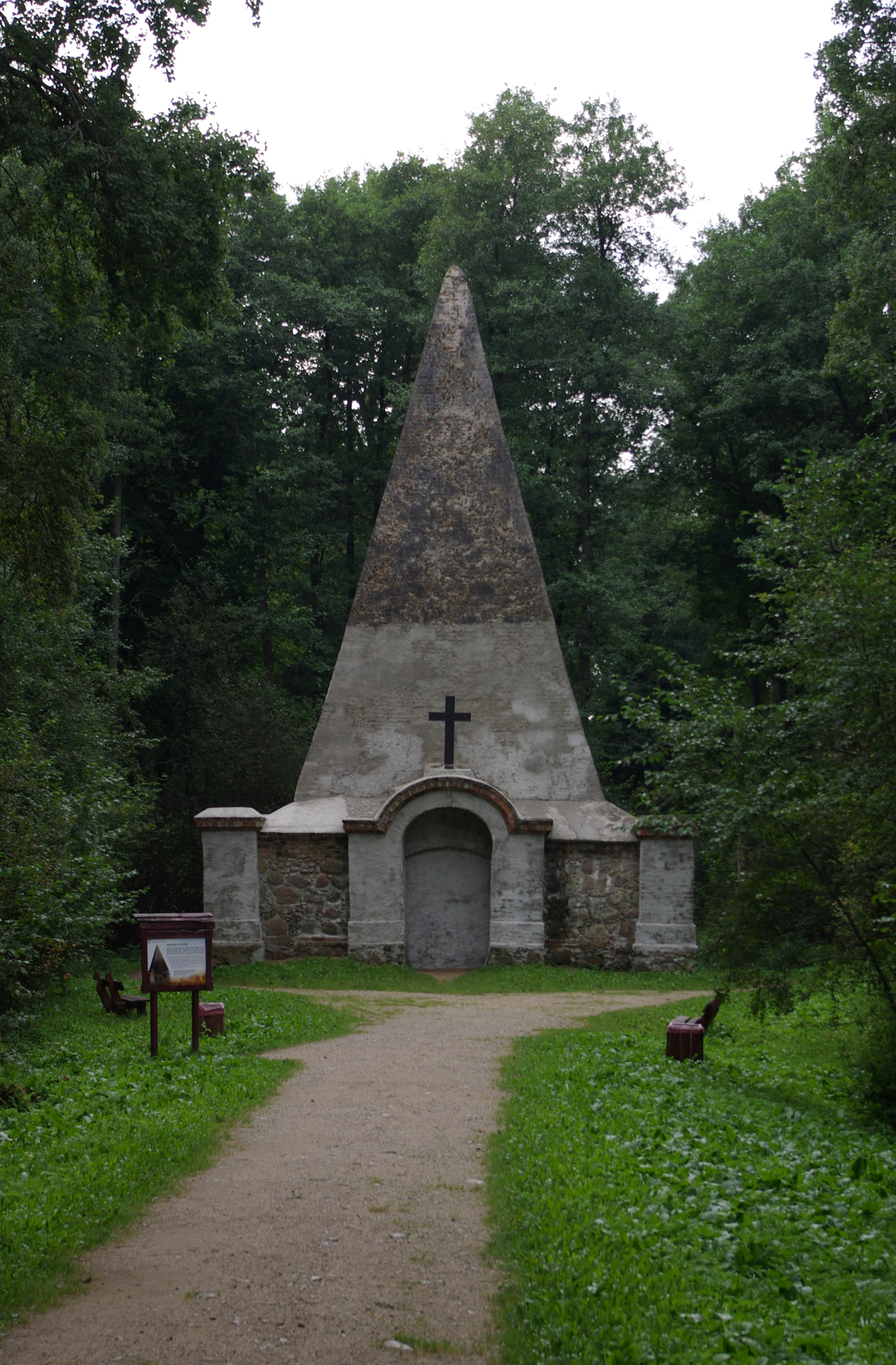
Die Pyramide in Rapa, 2010